# Jun Azumi

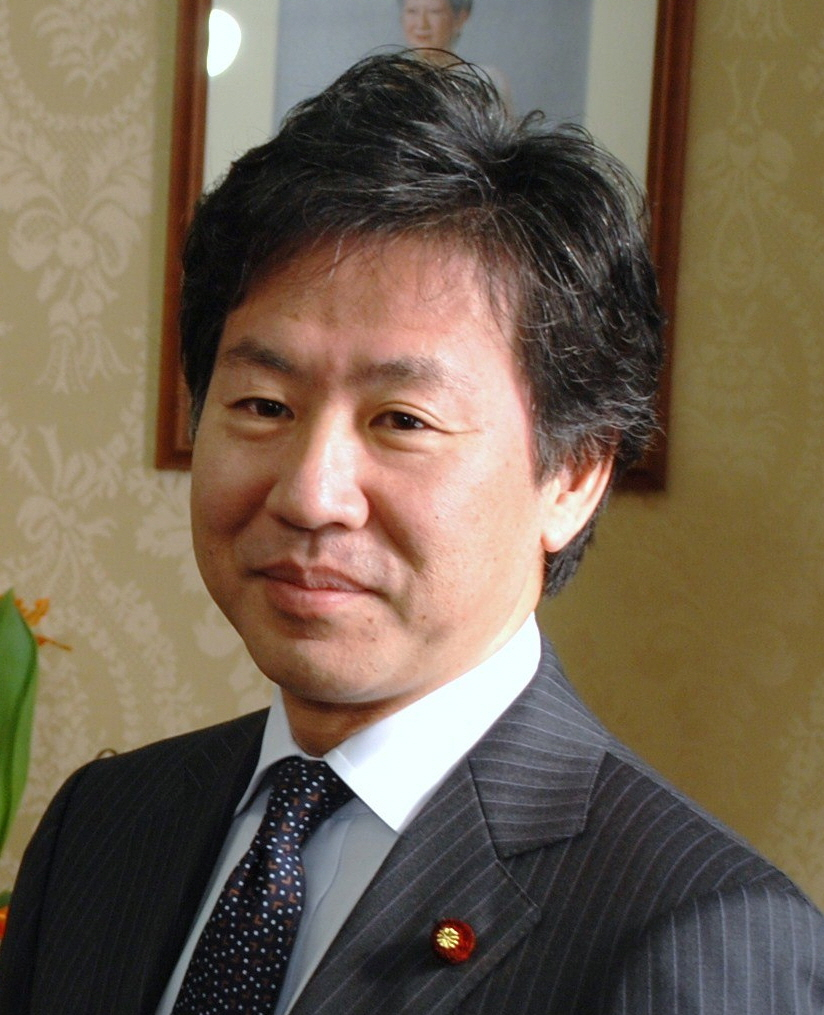
Jun Azumi im Januar 2012

Jun Azumi (jap. 安住 淳 Azumi Jun; * 17. Januar 1962 in Oshika (heute: Ishinomaki), Präfektur Miyagi) ist ein japanischer Politiker (parteilos→NPS→DPJ→DFP→parteilos→KDP), Abgeordneter des Shūgiin für den 4. Wahlkreis Miyagi und ehemaliger Finanzminister.

## Leben
Azumis Vater war Bürgermeister von Oshika. Nach seinem Studium an der sozialwissenschaftlichen Fakultät der Waseda-Universität arbeitete er ab 1985 für den öffentlich-rechtlichen Rundfunksender NHK. 1993 verließ er den Sender und wandte sich der Politik zu, als er bei der Shūgiin-Wahl 1993 als Unabhängiger mit Unterstützung von Neuer Japan-Partei und Neuer Partei Sakigake (NPH) im damaligen dreimandatigen Wahlkreis Miyagi 2 kandidierte, aber mit dem fünfthöchsten Stimmenanteil und rund 16.000 Stimmen Rückstand auf den dritten Platz ein Mandat verfehlte. Er trat danach der NPH bei und wurde 1996 Gründungsmitglied der Demokratischen Partei (DPJ), für die er bei der Shūgiin-Wahl 1996 und danach bis einschließlich 2021 im neuen Einzelwahlkreis Miyagi 5 antrat und dort insgesamt neunmal in Folge gewählt wurde.
In der Demokratischen Partei übernahm Azumi 2005 unter Seiji Maehara den Vorsitz des Wahlkampfausschusses. 2006 wurde er Vorsitzender des Shūgiin-Ausschusses für Okinawa und die Nördlichen Territorien, 2007 stellvertretender Vorsitzender des Komitees für Parlamentsangelegenheiten. Nach dem Wahlsieg der Demokraten 2009 war er zunächst Vorsitzender des Shūgiin-Sicherheitsausschusses; 2010 übernahm er unter Naoto Kan zunächst erneut die Leitung des Wahlkampfausschusses, bevor er im September 2010 bei einer Kabinettsumbildung Staatssekretär (fuku-daijin) im Verteidigungsministerium wurde. Im Januar 2011 wechselte er als Vorsitzender des Komitees für Parlamentsangelegenheiten wieder in die Parteiführung. Kans Nachfolger Yoshihiko Noda berief Azumi 2011 als Finanzminister in sein Kabinett. Bei einer Kabinettsumbildung im Oktober 2012 berief ihn Noda als (erster) Vertreter des Generalsekretärs (kanjichō daikō) in die Parteispitze, Nachfolger als Finanzminister wurde Kōriki Jōjima.
Bei der landesweiten Niederlage der Demokraten in der Shūgiin-Wahl 2012 konnte Azumi als einziger Demokrat in Miyagi seinen Wahlkreis halten, 2014 und 2017 erfolgreich verteidigen. Beim Zusammenschluss der Demokratischen Fortschrittspartei, der Nachfolgepartei der DPJ, mit der Partei der Hoffnung zur Demokratischen Volkspartei im Mai 2018 beteiligte er sich nicht und trat aus der DFP aus. Im Januar 2019 schloss er sich der Fraktion der Konstitutionell-Demokratischen Partei (KDP) an und trat der Partei im September 2019 bei. Anschließend übernahm er von Kiyomi Tsujimoto den Vorsitz des Komitees für Parlamentsangelegenheiten der KDP, den er zunächst bis 2020 und erneut von 2022 bis 2024 übernahm.
Zur Shūgiin-Wahl 2024 verlor Miyagi einen Wahlkreis und Azumi wechselte in den neu zugeschnittenen Wahlkreis 4. Er setzte sich mit absoluter Mehrheit gegen den vorherigen Abgeordneten des alten Wahlkreises Miyagi 4, Shintarō Itō (LDP), und zwei weitere Kandidaten durch. Nach dem Mehrheitsverlust der Regierung wurde er anschließend Vorsitzender des Shūgiin-Haushaltsausschusses, der damit zum ersten Mal seit 1994 von einem Oppositionspolitiker übernommen wurde.